# Wexford (hạt)
Hạt Wexford (tiếng Ireland: Contae Loch Garman) là một hạt ở Ireland. Hạt này nằm trong tỉnh Leinster và là một phần của vùng Đông Nam. Hạt được đặt tên theo thị xã Wexford là dựa trên lãnh thổ Gaelic lịch sử của Hy Kinsella (Uí Ceinnsealaigh), có thủ phủ ở Ferns. Hội đồng hạt Wexford là một chính quyền địa phương quản lý hạt này. Dân số hạt là 145.273 người theo điều tra dân số năm 2011.